# Gordon Granger

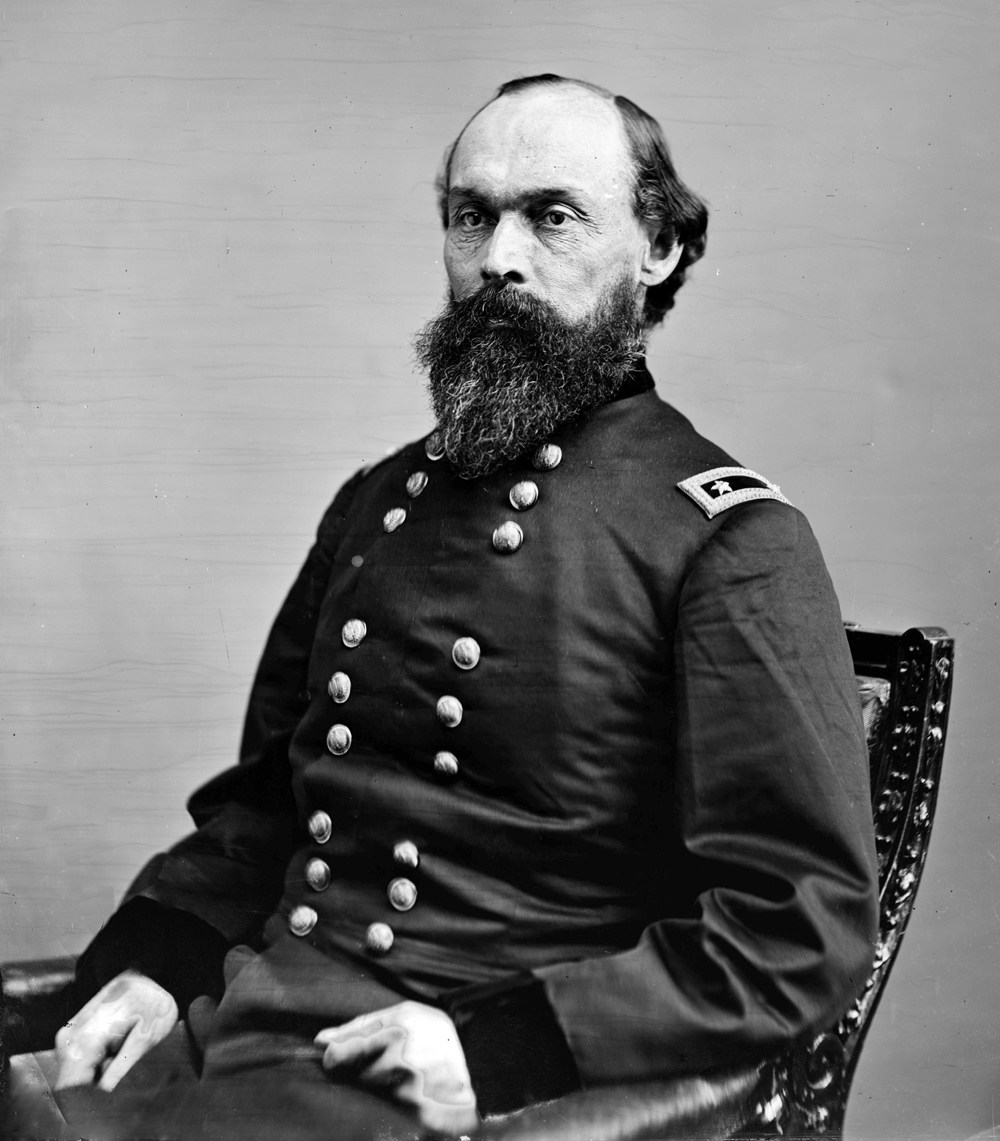
Gordon Granger

Gordon Granger (* 6. November 1821 in Joy, Wayne County; † 10. Januar 1876 in Santa Fe (New Mexico)) war ein General der Unionstruppen während des amerikanischen Bürgerkrieges. Er befehligte eine Kavalleriedivision in der Schlacht von New Madrid, und bei der Belagerung von Corinth und wurde im September 1862 zum Generalmajor befördert und zum Kommandeur des Reservekorps ernannt. Sein entscheidendes Eingreifen in der Schlacht von Chickamauga rettete die Linien der Union vor dem Zusammenbruch.

## Leben

### Frühe Karriere
Gordon Granger wurde 1821 als Sohn von Gaius Granger (1797–1863) und der Catherine Taylor (1800–1825) im Bundesstaat von New York geboren. Er absolvierte die United States Military Academy im Jahr 1845 und belegte beim Abschluss den 35. Platz in der Klasse von 41 Absolventen. Er wurde zum Brevet Leutnant ernannt und zum 2. Infanterieregiment nach Detroit abkommandiert. 1846 wechselte er zu dem in Jefferson Barracks neu konstituierten Regiment der berittenen Schützen nach Missouri. Während des Mexikanisch-Amerikanischen Krieges nahm Granger unter Winfield Scott an den Feldzügen gegen die Truppen unter Santa Anna teil. Er nahm an der Belagerung von Veracruz, an den Schlachten von Cerro Gordo, Contreras, Churubusco und den Kämpfen um Mexiko-Stadt teil. Im Mai 1847 erhielt er den regulären Rang als Leutnant und diente dann an der Westgrenze zuerst in Oregon, dann in Texas. 1853 wurde er zum Oberleutnant befördert.

### Im Bürgerkrieg
Als der amerikanische Bürgerkrieg begann, war Granger krankgeschrieben. Er wurde dann dem Stab von General George B. McClellan in Ohio zugewiesen. Nachdem er sich erholt hatte, wechselte er zurück zu seinem alten Regiment der berittenen Schützen, wo er im Mai 1861 zum Capitain befördert wurde. Als Adjutant von General Samuel Davis Sturgis nahm er in Missouri an den Aktionen von Dug Springs teil. Im August 1861 kämpfte er in der Schlacht am Wilson’s Creek als Stabsoffizier von General Nathaniel Lyon und wurde wegen seiner Leistung im Armeebericht erwähnt. Er wurde dann zum Brevet Major und zum Kommandanten des Unions-Arsenals von St. Louis ernannt.
Im November 1861 übernahm Granger das Kommando über das 2. Michigan Kavallerie-Regiment in Benton Barracks und wurde zum Oberst der Freiwilligen-Truppen von St. Louis befördert. Innerhalb von drei Monaten brachte er seine Einheit in volle Kampfbereitschaft, er erwarb den Respekt seines Regiments, indem er aus einer Masse Männer aus allen Lebensbereichen zu einem disziplinierten Kriegskörper formierte. Im Februar 1862 rückte das 2. Michigan auf Befehl von General John Pope von St. Louis nach Commerce vor, wo sich Pope in der Nähe von 20.000 Unionstruppen versammelte, um nach New Madrid vorzurücken. Granger übernahm das Kommando über die 3. Kavallerie-Brigade, bestehend aus dem 2. und 3. Michigan-Kavallerieregiment. Nachdem sich das 7. Illinois der Brigade angeschlossen hatte, wurde diese in eine Kavalleriedivision umgewandelt, welche Granger anvertraut wurde.
Am 26. März 1862 wurde Granger zum Brigadegeneral der Freiwilligen befördert, dann befehligte er die Kavalleriedivision, welche die Army of Mississippi während der Schlacht von New Madrid (Battle of Island Number Ten) und bei der Belagerung von Corinth begleitete. Am 17. September 1862 wurde er zum Generalmajor der Freiwilligen befördert und übernahm das Kommando der kurzlebigen Army of Kentucky. Er führte Kavallerieoperationen in Zentral-Tennessee durch, bevor sein Kommando in die Army of the Cumberland eingegliedert wurde und zum Reservekorps umformiert wurde. Granger wurde besonders bekannt für seine Aktionen als Kommandeur des Reservekorps in der Schlacht von Chickamauga. Er verstärkte am 20. September 1863 ohne Befehl das XIV. Korps auf dem Snodgrass Hill, indem er James B. Steedman mit zwei Brigaden absandte, um die Truppen unter Generalmajor George H. Thomas zu unterstützen. Diese Aktion hielt die konföderierten Angreifer bis zum Einbruch der Dunkelheit auf und ermöglichte es den Unionstruppen, sich in Ordnung zurückzuziehen, Thomas erhielt das Prädikat als "Felsen von Chickamauga" zuerkannt. Nach der Schlacht schrieb Granger in seinem Bericht: " Nach dem Donner der Schlacht war zu urteilen, dass das er (General Thomas) vom Feind bedrängt wurde und weil ich befürchtete, dass er den Angriff nicht widerstehen könnten, beschloss ich, sofort zu seiner Hilfe abzumarschieren." Grangers effektive Führung am Chickamauga brachte ihm das Kommando über das neu gebildete IV. Korps der Armee des Cumberland und die Beförderung zum Oberstleutnant der US-Armee ein. Vom 10. Oktober 1863 bis 10. April 1864 befehligte er das IV. Korps, dass sich unter seinem Kommando in der Schlacht von Chattanooga auszeichnete. Zwei Divisionen seines Korps, die von Thomas J. Wood und Philip Sheridan kommandiert wurden, gehörten zu den Einheiten, welche nach der Schlacht von Lookout Mountain die konföderierten Linie auf dem Missionary Ridge angriffen und einen Durchbruch erzielten. Nach Chattanooga beteiligten sich Grangers Truppen an der Aufhebung der Belagerung in Knoxville (Tennessee). Trotz seiner Erfolge verhinderte die Offenheit gegenüber seinen Vorgesetzten, einschließlich General Ulysses S. Grant, dass er während der folgenden Kämpfe an der östlichen Hauptfront keine Verwendung fand.
Im April 1864 wurde er an den Golf von Mexiko geschickt, um unter General E.R.S. Canby an der von Admiral David Farragut geleiteten Marineoperation zur teilzunehmen. In Verbindung mit der Marine konnten seine Verbände während der Schlacht von Mobile Bay, Fort Gaines erobern. Für den Rest des Krieges führte er seine Truppen in den folgenden Campagnien in Tennessee und Alabama. Zuletzt befehligte er das XIII. Korps während der Kämpfe um Fort Blakeley, die zum Fall der Stadt Mobile in Alabama führten.

### Nach dem Krieg
Granger blieb nach dem Krieg in der Armee, nachdem er sich aus dem Freiwilligendienst zurückgezogen hatte. Er übernahm das Kommando über das Department of Texas. Am 19. Juni 1865, zweieinhalb Jahre nach der historischen Emanzipationserklärung von Präsident Abraham Lincoln, erließ Granger auf den Balkon der Ashton Villa in Galveston den Generalbefehl Nr. 3, der die Bevölkerung von Texas darüber informierte, dass alle Sklaven ab sofort frei wären („Juneteenth“). Dies löste Demonstrationen von Freigelassenen aus und führte zur jährlichen Feier des 19. Juni, welche an die Abschaffung der Sklaverei in Texas erinnert.
Im Juli 1866 wurde er als Oberst dem 25. Infanterieregiment zugeteilt und am 15. Dezember 1870 als Oberst beim 15. Infanterieregiment eingesetzt. Vom 29. April 1871 bis zum 1. Juni 1873 erhielt er das Kommando über den Distrikt New Mexico. Granger, dessen Frau Maria Letcher (1842–1887) aus Lexington stammte, starb 1876 im Alter von 54 Jahren an einem Schlaganfall in Santa Fe und wurde in Fayette County Abschnitt P, Lot 66 des Lexington Cemetery in Kentucky begraben.